# Andorinha-do-sul
Andorinha-do-sul (nome científico: Progne elegans) é um pássaro da família Hirundinidae, que pode ser encontrado no Brasil.